# Pierre Terblanche
Pierre Terblanche est un designer sud-africain.
Il a travaillé au CRC (Cagiva Research Center) à Saint-Marin sous la direction de Massimo Tamburini.
À la vente de Ducati par Cagiva à TPG (Texas Pacific Group), Pierre Terblanche a choisi de rejoindre Ducati, et est nommé au poste de directeur du centre de design de Ducati en 1997. En décembre 2007 il quitte ce poste pour créer son propre studio de design.
Il a, entre autres, dessiné :
- Cagiva 900 Gran Canyon
- Cagiva 500 Canyon
- Ducati Multistrada
- Ducati Hypermotard
- Ducati Supermono
- Ducati ST2, ST3 et ST4
- Ducati MHe
- Ducati 999
- Ducati 1000 GT, Paul Smart et Sport

## Galerie

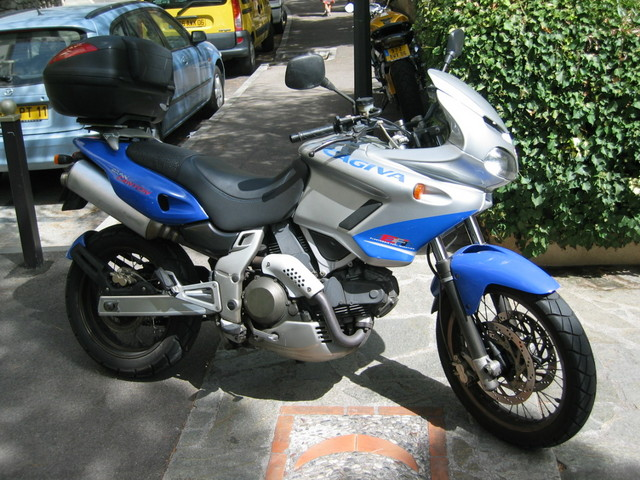
Cagiva Gran Canyon
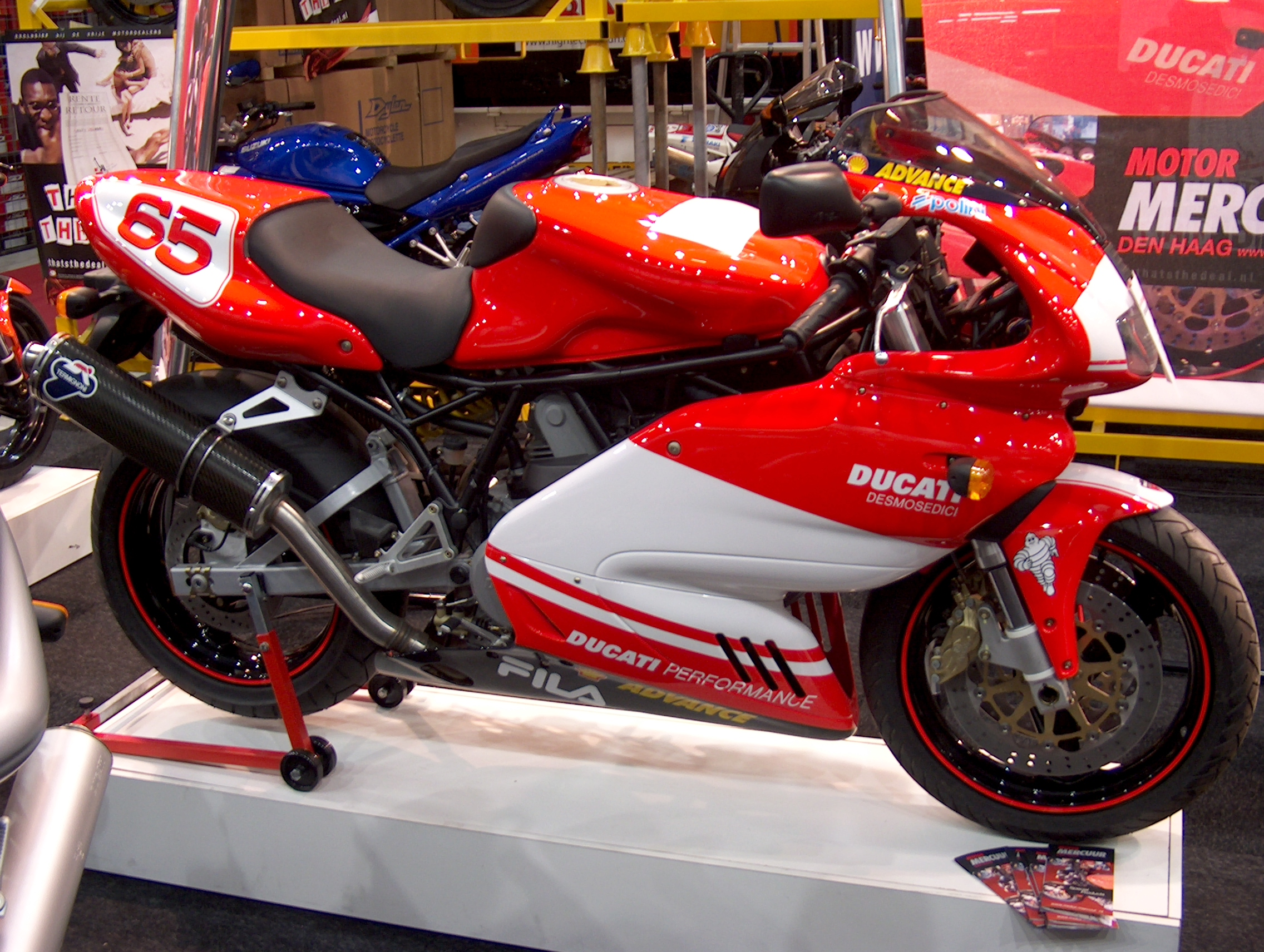
900 SS i.e.
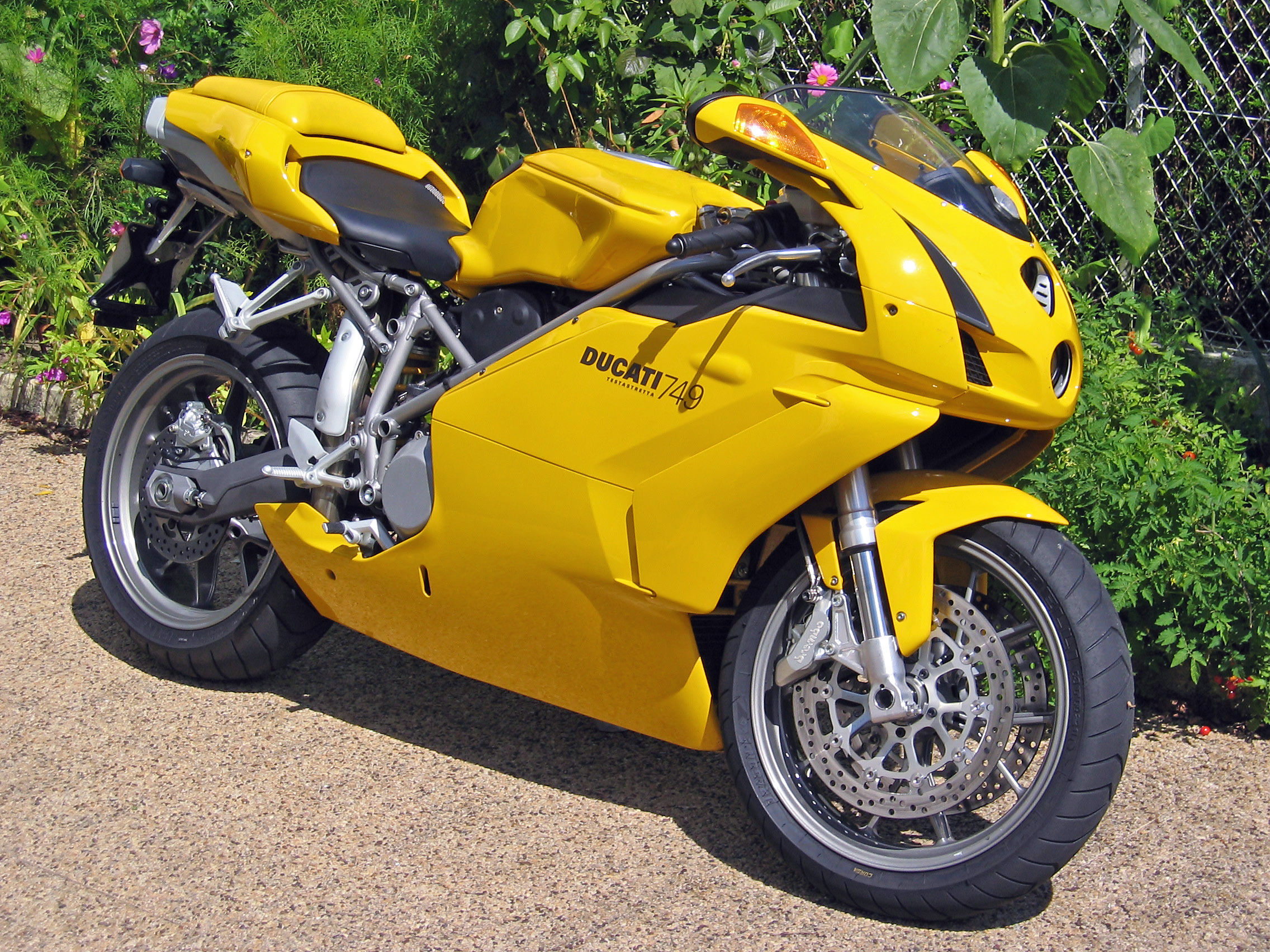
749
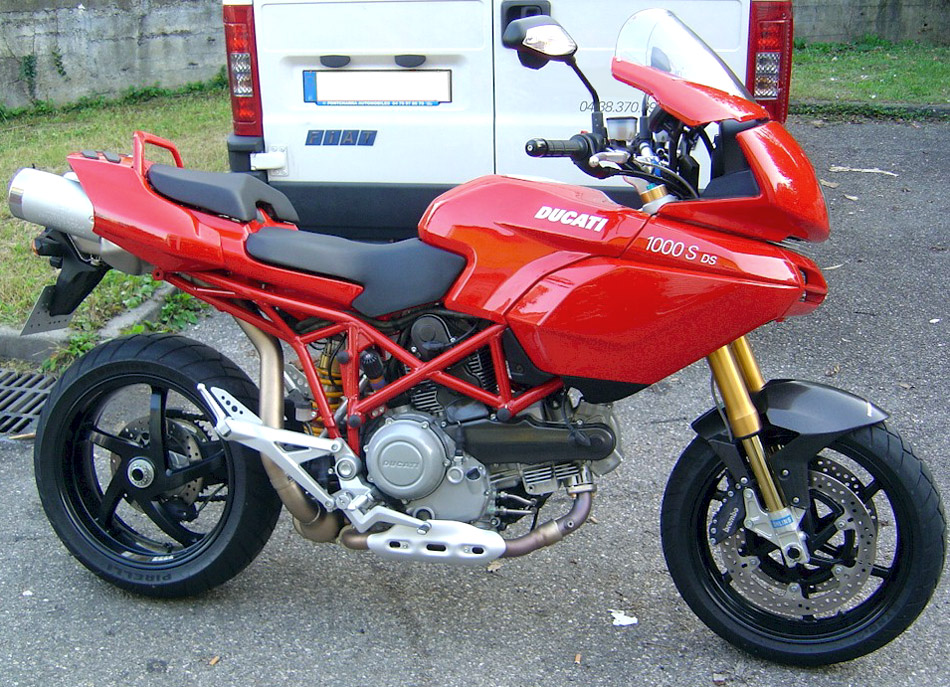
Ducati 1000 Multistrada S
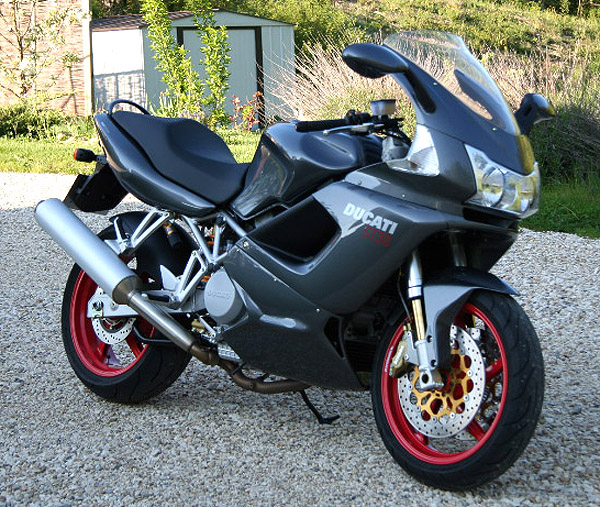
Ducati ST3s
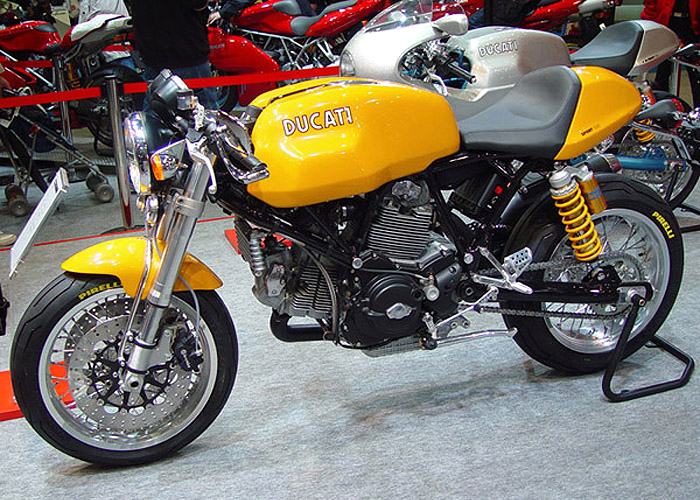
Ducati 1000 Sport
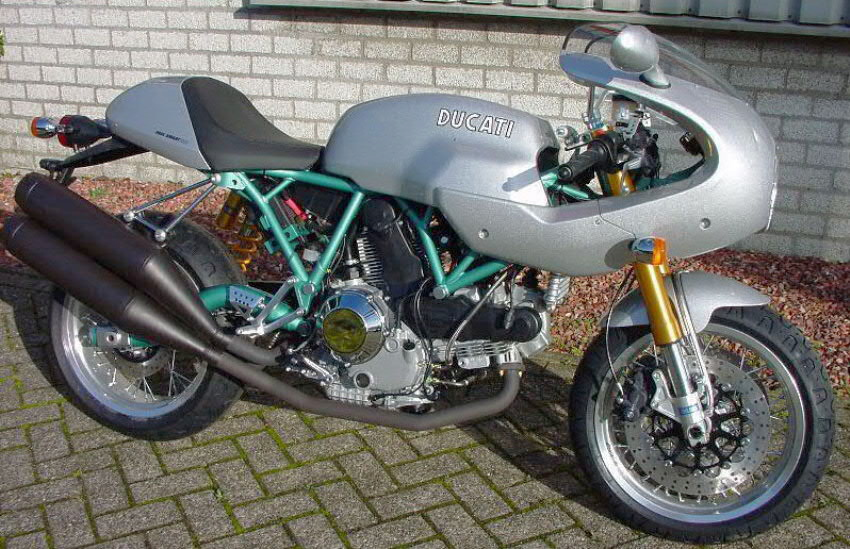
Ducati Paul Smart LE 1000
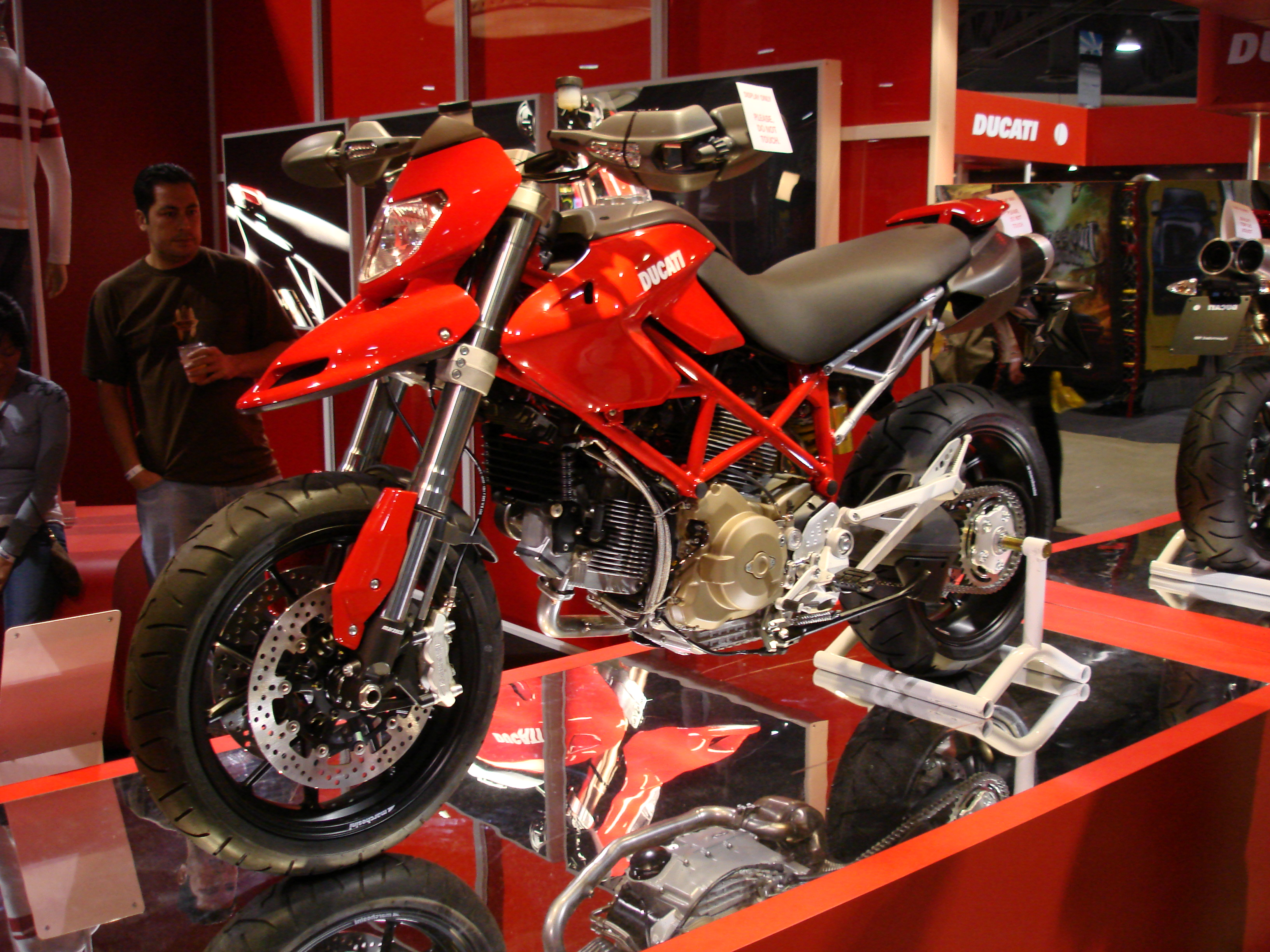
Ducati Hypermotard